# Українська міжнародна фондова біржа
ПрАТ «Українська Міжнародна Фондова Біржа» (УМФБ) — фондова біржа цінних паперів України, зареєстрована 26 жовтня 1999 року.
Засновниками біржі є 24 недержавні юридичні особи, серед яких кілька провідних комерційних банків та відомих операторів фондового ринку України.
Статутний капітал біржі поділений на прості іменні акції номінальною вартістю 100 гривень кожна, і складає 25 000 000 грн. Форма випуску акцій — бездокументарна. Акціонерами товариства є фізичні та юридичні особи.
Починаючи з квітня 2002 року УМФБ підтримує приватизаційні процеси в Україні шляхом проведення щотижневих аукціонних торгів з продажу державних пакетів акцій підприємств, що приватизуються.
Біржа активно займається також розвитком вторинного ринку, де проводяться торги акціями відкритих акціонерних товариств та іншими фінансовими інструментами між 30 брокерськими конторами біржі.
Протягом останніх років УМФБ входить до п'ятірки фондових бірж України за обсягом торгів і кількістю виконаних біржових угод.
На даний момент біржа не функціонує, ліцензії немає. 